# پیتسبورگ آیرونمن در فصل ۴۷–۱۹۴۶
فصل ۴۷–۱۹۴۶ پیتسبورگ آیرونمن تنها فصل حضور تیم پیتسبورگ آیرونمن در انجمن بسکتبال آمریکا (بی‌ای‌ای) می‌باشد. این تیم با ثبت رکورد ۱۵–۴۵ این فصل را به پایان رساند.

## فصل عادی

### جدول رده‌بندی فصل
| # | بخش غرب            | بخش غرب | بخش غرب | بخش غرب  | بخش غرب       |
| # | تیم                | برد     | باخت    | درصد برد | بازی‌های پشت‌سر |
| - | ------------------ | ------- | ------- | -------- | ------------- |
| ۱ | x-شیکاگو استگز     | ۳۹      | ۲۲      | ۰٫۶۳۹    | –             |
| ۲ | x-سنت لوئیس بامبرز | ۳۸      | ۲۳      | ۰٫۶۲۳    | ۱             |
| ۳ | x-کلیولند ریبلز    | ۳۰      | ۳۰      | ۰٫۵۰۰    | ۸٫۵           |
| ۴ | دیترویت فالکونز    | ۲۰      | ۴۰      | ۰٫۳۳۳    | ۱۸٫۵          |
| ۵ | پیتسبورگ آیرونمن   | ۱۵      | ۴۵      | ۰٫۲۵۰    | ۲۳٫۵          |

### رکورد برابر رقیبان
| رکوردهای بی‌ای‌ای ۴۷–۱۹۴۶ | رکوردهای بی‌ای‌ای ۴۷–۱۹۴۶ | رکوردهای بی‌ای‌ای ۴۷–۱۹۴۶ | رکوردهای بی‌ای‌ای ۴۷–۱۹۴۶ | رکوردهای بی‌ای‌ای ۴۷–۱۹۴۶ | رکوردهای بی‌ای‌ای ۴۷–۱۹۴۶ | رکوردهای بی‌ای‌ای ۴۷–۱۹۴۶ | رکوردهای بی‌ای‌ای ۴۷–۱۹۴۶ | رکوردهای بی‌ای‌ای ۴۷–۱۹۴۶ | رکوردهای بی‌ای‌ای ۴۷–۱۹۴۶ | رکوردهای بی‌ای‌ای ۴۷–۱۹۴۶ | رکوردهای بی‌ای‌ای ۴۷–۱۹۴۶ |
| تیم                     | BOS                     | CHI                     | CLE                     | DET                     | NYK                     | PHI                     | PIT                     | PRO                     | STL                     | TOR                     | WAS                     |
| ----------------------- | ----------------------- | ----------------------- | ----------------------- | ----------------------- | ----------------------- | ----------------------- | ----------------------- | ----------------------- | ----------------------- | ----------------------- | ----------------------- |
| بوستون سلتیکس           | —                       | ۰–۶                     | ۲–۴                     | ۳–۳                     | ۴–۲                     | ۱–۵                     | ۵–۱                     | ۱–۵                     | ۱–۵                     | ۴–۲                     | ۱–۵                     |
| شیکاگو استگز            | ۶–۰                     | —                       | ۵–۱                     | ۳–۳                     | ۳–۳                     | ۵–۱                     | ۶–۰                     | ۳–۳                     | ۳–۴                     | ۴–۲                     | ۱–۵                     |
| کلیولند ریبلز           | ۴–۲                     | ۱–۵                     | —                       | ۴–۲                     | ۴–۲                     | ۳–۳                     | ۴–۲                     | ۲–۴                     | ۱–۵                     | ۶–۰                     | ۱–۵                     |
| دیترویت فالکونز         | ۳–۳                     | ۳–۳                     | ۲–۴                     | —                       | ۱–۵                     | ۲–۴                     | ۳–۳                     | ۲–۴                     | ۰–۶                     | ۳–۳                     | ۱–۵                     |
| نیویورک نیکس            | ۲–۴                     | ۳–۳                     | ۲–۴                     | ۵–۱                     | —                       | ۲–۴                     | ۶–۰                     | ۴–۲                     | ۴–۲                     | ۳–۳                     | ۲–۴                     |
| فیلادلفیا واریرز        | ۵–۱                     | ۱–۵                     | ۳–۳                     | ۴–۲                     | ۴–۲                     | —                       | ۵–۱                     | ۴–۲                     | ۳–۳                     | ۵–۱                     | ۱–۵                     |
| پیتسبورگ آیرونمن        | ۱–۵                     | ۰–۶                     | ۲–۴                     | ۳–۳                     | ۰–۶                     | ۱–۵                     | —                       | ۳–۳                     | ۱–۵                     | ۳–۳                     | ۱–۵                     |
| پراویدنس استیمرولرز     | ۵–۱                     | ۳–۳                     | ۴–۲                     | ۴–۲                     | ۲–۴                     | ۲–۴                     | ۳–۳                     | —                       | ۲–۴                     | ۳–۳                     | ۰–۶                     |
| سنت لدئس بامبرز         | ۵–۱                     | ۴–۳                     | ۵–۱                     | ۶–۰                     | ۲–۴                     | ۳–۳                     | ۵–۱                     | ۴–۲                     | —                       | ۲–۴                     | ۲–۴                     |
| تورنتو هاسکیس           | ۲–۴                     | ۲–۴                     | ۰–۶                     | ۳–۳                     | ۳–۳                     | ۱–۵                     | ۳–۳                     | ۳–۳                     | ۴–۲                     | —                       | ۱–۵                     |
| واشینگتن کاپیتالز       | ۵–۱                     | ۵–۱                     | ۵–۱                     | ۵–۱                     | ۴–۲                     | ۵–۱                     | ۵–۱                     | ۶–۰                     | ۴–۲                     | ۵–۱                     | —                       |

### کارنامه بازی
| #  | تاریخ     | هماورد      | نتیجه             | بیشترین امتیازات                     | رکورد |
| ۱  | نوامبر ۲  | @ سنت لوئیس | ۵۱–۵۶             | Harry Zeller (۱۰)                    | ۰–۱   |
| ۲  | نوامبر ۴  | واشینگتن    | ۵۶–۷۱             | John Abramovic (۲۲)                  | ۰–۲   |
| ۳  | نوامبر ۷  | @ فیلادلفیا | ۷۵–۸۱             | Moe Becker (۲۰)                      | ۰–۳   |
| ۴  | نوامبر ۹  | @ پراویدنس  | ۶۶–۷۶             | John Abramovic (۱۶)                  | ۰–۴   |
| ۵  | نوامبر ۱۱ | پراویدنس    | ۸۴–۷۱             | John Abramovic (۲۶)                  | ۱–۴   |
| ۶  | نوامبر ۱۶ | @ نیویورک   | ۶۲–۶۴ (وقت اضافه) | John Abramovic (۲۹)                  | ۱–۵   |
| ۷  | نوامبر ۱۸ | تورنتو      | ۵۴–۴۸             | John Abramovic (۲۲)                  | ۲–۵   |
| ۸  | نوامبر ۲۰ | @ دیترویت   | ۵۴–۵۳             | Ed Melvin (۱۳)                       | ۳–۵   |
| ۹  | نوامبر ۲۴ | @ کلیولند   | ۶۰–۶۲             | John Abramovic (۱۴)                  | ۳–۶   |
| ۱۰ | نوامبر ۲۵ | نیویورک     | ۴۶–۶۲             | Stan Noszka (۱۰)                     | ۳–۷   |
| ۱۱ | نوامبر ۲۷ | کلیولند     | ۶۲–۶۰             | Becker, Mills (۱۱)                   | ۴–۷   |
| ۱۲ | نوامبر ۲۸ | @ بوستون    | ۵۵–۵۹             | Abramovic, Melvin, Mills (۸)         | ۴–۸   |
| ۱۳ | نوامبر ۳۰ | @ واشینگتن  | ۴۰–۴۹             | Michael Bytzura (۹)                  | ۴–۹   |
| ۱۴ | دسامبر ۲  | بوستون      | ۴۴–۴۶             | Harry Zeller (۱۱)                    | ۴–۱۰  |
| ۱۵ | دسامبر ۴  | شیکاگو      | ۴۶–۵۷             | Abramovic, Bytzura (۱۱)              | ۴–۱۱  |
| ۱۶ | دسامبر ۵  | @ سنت لوئیس | ۵۵–۶۶             | John Abramovic (۱۵)                  | ۴–۱۲  |
| ۱۷ | دسامبر ۹  | دیترویت     | ۵۸–۶۶             | John Abramovic (۱۷)                  | ۴–۱۳  |
| ۱۸ | دسامبر ۱۳ | @ تورنتو    | ۶۲–۵۲             | Coulby Gunther (۱۷)                  | ۵–۱۳  |
| ۱۹ | دسامبر ۱۵ | @ شیکاگو    | ۷۵–۸۴             | Coulby Gunther (۱۷)                  | ۵–۱۴  |
| ۲۰ | دسامبر ۱۶ | سنت لوئیس   | ۵۵–۶۶             | Coulby Gunther (۱۹)                  | ۵–۱۵  |
| ۲۱ | دسامبر ۲۲ | کلیولند     | ۷۸–۷۴ (وقت اضافه) | Gunther, Kappen, Noszka, Zeller (۱۶) | ۶–۱۵  |
| ۲۲ | دسامبر ۲۳ | بوستون      | ۶۴–۵۴             | Stan Noszka (۱۳)                     | ۷–۱۵  |
| ۲۳ | دسامبر ۲۶ | @ فیلادلفیا | ۴۶–۵۳             | Stan Noszka (۱۳)                     | ۷–۱۶  |
| ۲۴ | دسامبر ۳۰ | فیلادلفیا   | ۶۰–۶۲             | Coulby Gunther (۲۰)                  | ۷–۱۷  |
| ۲۵ | ژانویه ۱  | کلیولند     | ۴۸–۶۱             | Harry Zeller (۱۰)                    | ۷–۱۸  |
| ۲۶ | ژانویه ۶  | واشینگتن    | ۴۹–۶۳             | Coulby Gunther (۲۱)                  | ۷–۱۹  |
| ۲۷ | ژانویه ۸  | فیلادلفیا   | ۶۷–۶۳             | Coulby Gunther (۲۵)                  | ۸–۱۹  |
| ۲۸ | ژانویه ۱۲ | @ سنت لوئیس | ۵۹–۷۲             | Coulby Gunther (۲۰)                  | ۸–۲۰  |
| ۲۹ | ژانویه ۱۳ | نیویورک     | ۵۰–۵۳             | Stan Noszka (۱۸)                     | ۸–۲۱  |
| ۳۰ | ژانویه ۱۵ | پراویدنس    | ۶۵–۵۳             | Stan Noszka (۲۰)                     | ۹–۲۱  |
| ۳۱ | ژانویه ۲۰ | دیترویت     | ۶۲–۵۷             | Stan Noszka (۲۵)                     | ۱۰–۲۱ |
| ۳۲ | ژانویه ۲۳ | @ بوستون    | ۴۳–۴۸             | Coulby Gunther (۱۴)                  | ۱۰–۲۲ |
| ۳۳ | ژانویه ۲۵ | @ واشینگتن  | ۷۱–۸۴             | Harry Zeller (۱۸)                    | ۱۰–۲۳ |
| ۳۴ | ژانویه ۲۷ | پراویدنس    | ۷۱–۶۳             | Coulby Gunther (۲۶)                  | ۱۱–۲۳ |
| ۳۵ | ژانویه ۲۹ | @ نیویورک   | ۶۰–۶۴             | Gunther, Kappen (۱۱)                 | ۱۱–۲۴ |
| ۳۶ | ژانویه ۳۰ | @ بوستون    | ۵۱–۶۶             | Coulby Gunther (۱۶)                  | ۱۱–۲۵ |
| ۳۷ | فوریه ۱   | @ پراویدنس  | ۷۳–۸۹             | Tony Kappen (۱۹)                     | ۱۱–۲۶ |
| ۳۸ | فوریه ۳   | سنت لوئیس   | ۶۸–۶۳             | John Abramovic (۱۸)                  | ۱۲–۲۶ |
| ۳۹ | فوریه ۵   | تورنتو      | ۵۵–۵۸             | Coulby Gunther (۱۷)                  | ۱۲–۲۷ |
| ۴۰ | فوریه ۶   | @ شیکاگو    | ۸۵–۱۰۹            | Press Maravich (۱۸)                  | ۱۲–۲۸ |
| ۴۱ | فوریه ۸   | @ دیترویت   | ۵۸–۶۴             | Coulby Gunther (۱۷)                  | ۱۲–۲۹ |
| ۴۲ | فوریه ۱۰  | واشینگتن    | ۷۵–۶۹             | Coulby Gunther (۲۴)                  | ۱۳–۲۹ |
| ۴۳ | فوریه ۱۲  | شیکاگو      | ۸۲–۱۰۱            | John Abramovic (۲۰)                  | ۱۳–۳۰ |
| ۴۴ | فوریه ۱۴  | @ تورنتو    | ۷۳–۸۴             | John Abramovic (۱۸)                  | ۱۳–۳۱ |
| ۴۵ | فوریه ۱۵  | @ پراویدنس  | ۷۲–۸۲             | Coulby Gunther (۳۲)                  | ۱۳–۳۲ |
| ۴۶ | فوریه ۱۷  | دیترویت     | ۶۳–۵۹             | Coulby Gunther (۲۰)                  | ۱۴–۳۲ |
| ۴۷ | فوریه ۲۰  | @ فیلادلفیا | ۶۶–۷۸             | John Abramovic (۱۸)                  | ۱۴–۳۳ |
| ۴۸ | فوریه ۲۱  | @ نیویورک   | ۴۹–۷۷             | Coulby Gunther (۱۴)                  | ۱۴–۳۴ |
| ۴۹ | فوریه ۲۲  | @ واشینگتن  | ۶۱–۹۳             | Press Maravich (۱۵)                  | ۱۴–۳۵ |
| ۵۰ | فوریه ۲۴  | فیلادلفیا   | ۶۷–۶۹             | Coulby Gunther (۱۷)                  | ۱۴–۳۶ |
| ۵۱ | فوریه ۲۶  | کلیولند     | ۵۳–۷۴             | Stan Noszka (۱۶)                     | ۱۴–۳۷ |
| ۵۲ | مارس ۳    | شیکاگو      | ۶۶–۶۹             | Stan Noszka (۱۸)                     | ۱۴–۳۸ |
| ۵۳ | مارس ۵    | تورنتو      | ۶۰–۶۳             | Coulby Gunther (۲۷)                  | ۱۴–۳۹ |
| ۵۴ | مارس ۶    | @ شیکاگو    | ۷۱–۷۲             | Coulby Gunther (۲۱)                  | ۱۴–۴۰ |
| ۵۵ | مارس ۱۱   | @ کلیولند   | ۷۲–۷۸             | Coulby Gunther (۳۰)                  | ۱۴–۴۱ |
| ۵۶ | مارس ۱۸   | @ تورنتو    | ۷۰–۶۴             | Coulby Gunther (۲۲)                  | ۱۵–۴۱ |
| ۵۷ | مارس ۱۹   | سنت لوئیس   | ۵۴–۷۹             | John Abramovic (۱۲)                  | ۱۵–۴۲ |
| ۵۸ | مارس ۲۲   | @ دیترویت   | ۶۵–۸۵             | Coulby Gunther (۲۰)                  | ۱۵–۴۳ |
| ۵۹ | مارس ۲۴   | نیویورک     | ۵۱–۶۵             | Coulby Gunther (۱۳)                  | ۱۵–۴۴ |
| ۶۰ | مارس ۲۶   | بوستون      | ۶۱–۷۴             | Coulby Gunther (۱۶)                  | ۱۵–۴۵ |

## نقل و انتقالات

### داد و ستدها
| ۱۲ دسامبر ۱۹۴۶ | به پیتسبورگ آیرونمنTony Kappen | به بوستون سلتیکسMoe Becker |